# 亞特蘭蒂姆帝國

亞特蘭蒂姆帝國國旗

亞特蘭蒂姆帝國國徽

亞特蘭蒂姆帝國（英語：Empire of Atlantium）位於澳大利亚新南威爾士州悉尼金克勞斯區的那威一座樓房，是一個提倡無疆界政府的組織。它亦被稱為「全球最微型國家」，「國土」面積只有61平方米，於1981年11月27日「建國」。
亞特蘭蒂姆帝國這些公民擁有相同價值觀：推崇自由、享墮胎權利及安樂死。
「亞特蘭蒂姆帝國國王」喬治·克魯克山克自稱“喬治二世”，少年時決定建立「國家」，現時號稱有200多名「公民」，他亦宣稱其「帝國」是「合法、職能齊全、非領土性的微型國家」。其中一人成為其公民不到一星期，已被委任為“首席司法官”。
亞特蘭蒂姆帝國除了設計了自己的貨幣外，亦頒布一個十進制的曆法，宣布拉丁語為官方語言。「該國」亦制定一套授勳制度，頒贈“帝國之鷹勳章”和“黎明天空勳章”等。

## 外部連結
- 亞特蘭蒂姆帝國官方網站